# Blazhko (cràter)
Blazhko és un cràter d'impacte situat en l'hemisferi nord de la cara oculta de la Lluna, al nord-oest del cràter Joule, i al sud de Gadomski.

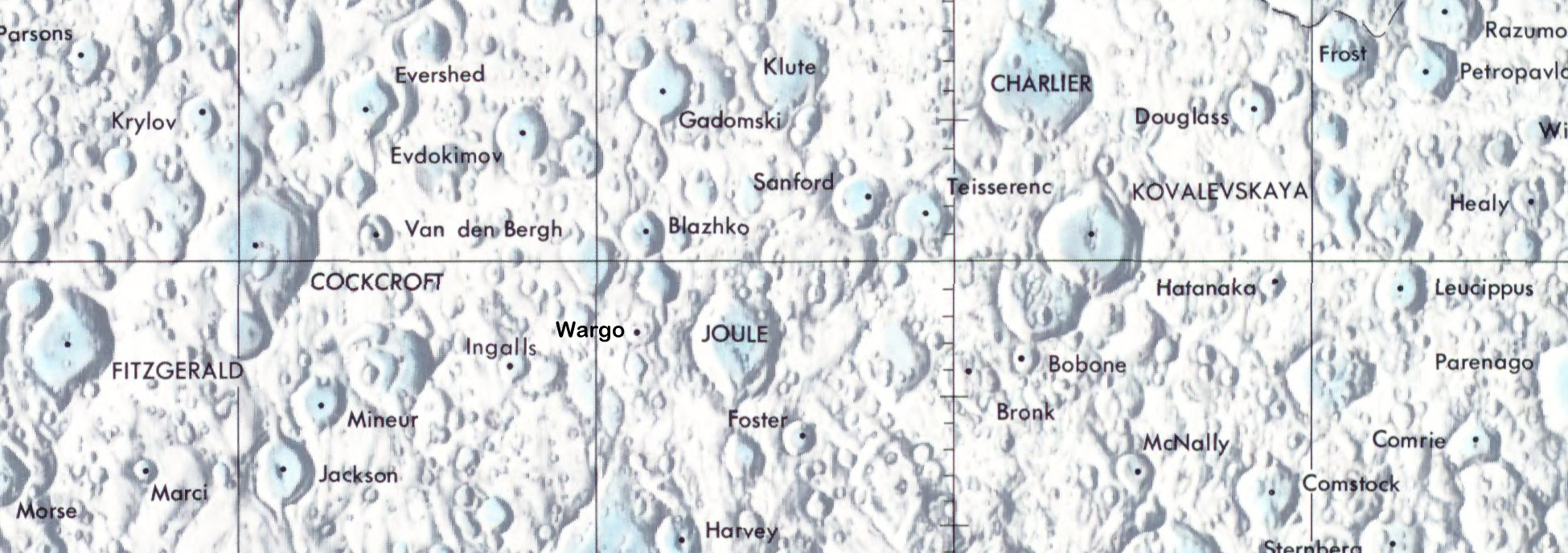
Localització de Blazhko (centre superior de la imatge)
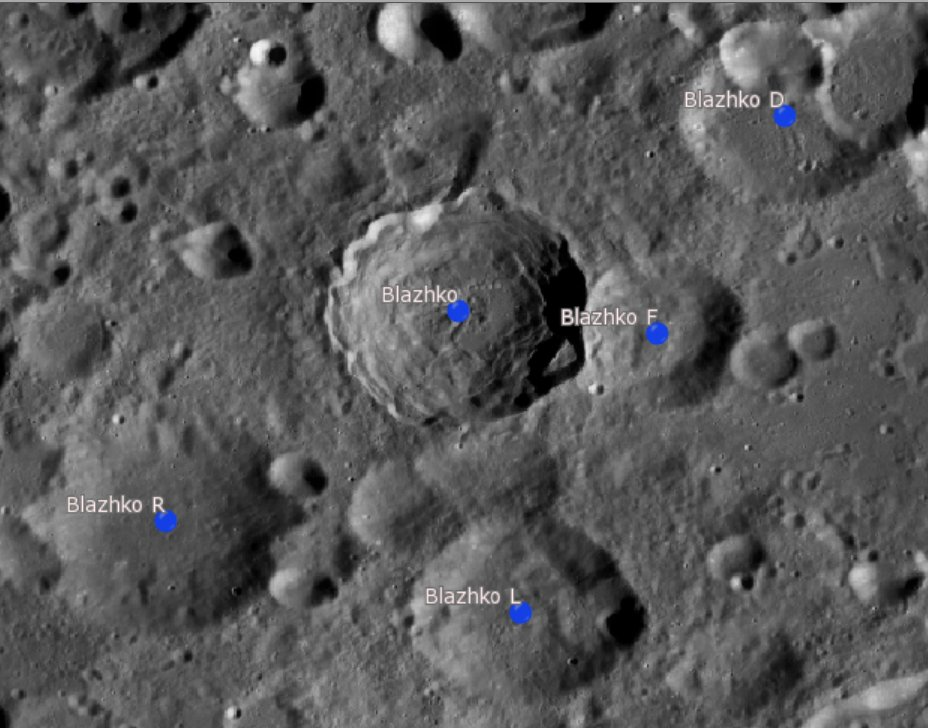
Cràters satèl·lit

La vora d'aquest cràter és generalment circular, però amb algunes irregularitats. Presenta una petita corba cap a fora al costat est-sud-est, i una protuberància cap a l'interior a la cara oposada. També hi ha un lleuger embalum cap a fora al llarg del contorn nord.
El cràter satèl·lit Blazhko F està unit a l'exterior del perímetre per l'est. La paret interior al llarg de la cara nord-est és estriada, amb terrasses. El pis interior és relativament pla.
El cràter satèl·lit Blazhko T, que es troba a sud de Blazhko, té una albedo superior al seu entorn, i posseeix un sistema de marques radials. El més destacable d'aquests raigs s'estén cap al sud, creuant el sòl del cràter Harvey.

## Cràters satèl·lit
Per convenció aquests elements són identificats en els mapes lunars posant la lletra en el costat del punt central del cràter que està més proper a Blazhko.
| Blazhko | Coordenades                            | Diàmetre |
| ------- | -------------------------------------- | -------- |
| D       | 33° 00′ N, 145° 12′ O / 33.0°N,145.2°O | 34 km    |
| F       | 31° 24′ N, 146° 42′ O / 31.4°N,146.7°O | 34 km    |
| L       | 29° 18′ N, 147° 36′ O / 29.3°N,147.6°O | 44 km    |
| R       | 30° 00′ N, 149° 48′ O / 30.0°N,149.8°O | 53 km    |